# Bande von Oss
Die Bande von Oss (niederländisch: Bende van Oss) war eine Gruppe verschiedener Verbrecher in der niederländischen Gemeinde Oss (Provinz Noord-Brabant) zwischen den Jahren 1888 und 1934, die viele schwere Straftaten beging. Dazu gehörten 29 Morde, Dutzende von Raubüberfällen und Einbrüchen sowie mehrere hundert bestellte Brandanschläge.
Die örtliche Polizei der seinerzeit 16.000 Einwohner zählenden Gemeinde bestand aus lediglich zehn Beamten, und die hier ebenfalls stationierte Koninklijke Marechaussee (vergleichbar der deutschen Bundespolizei jedoch mit zusätzlichen  militärpolizeilichen Aufgaben) hatte viele Jahre nur fünf Kräfte vor Ort. Dies sollte sich in den 1930er Jahren im Zuge einer konzertierten Kriminalitätsbekämpfung ändern.
Den Mittelpunkt bildeten die Familien Van Berkom, De Bie und Hendriks (alias 'de Soep', die Suppe). Zu den maßgeblich Beteiligten gehörte Abraham Snabel, auch bekannt als Gerardus Gannef, Versicherungsinspektor und Anstifter der von der Bande begangenen Raubüberfälle. Als die Bande 1934 hochgenommen wurde, wurden 160 Personen inhaftiert. Königin Wilhelmina zeichnete die beteiligten Beamten der Koninklijke Marechaussee hierfür persönlich aus.
Einige Jahre später, 1938, geriet Justizminister Carel Goseling (Roomsch-Katholieke Staatspartij) aus dem Kabinett Colijn IV in die Kritik, weil er beschloss, diese Brigade wegen angeblicher Überschreitung ihrer Ermittlungsbefugnisse in Fällen gegen Prominente und Geistliche außer Dienst zu stellen, bekannt als „de Zaak Oss“ („der Fall Oss“).

## Morde
Verschiedene vollendete Tötungsdelikte werden der Oss-Bande zugeschrieben:
- 26. März 1893: Ermordung des Wachtmeisters der Marechaussee Geerard Hoekman.[4]
- 27. Dezember 1917: Ermordung von Marinus van Hees
- 21. Juni 1923: Ermordung der Witwe Haakmans te Hoensbroek
- 2. September 1925: Mord an Frau Van Nijs.
- 5. Dezember 1925: Mord an Jan Hartogs (Jantje van Mas)
- 10. August 1926: Totschlag der Frau Van Zantvoort und ihrer drei Kinder
- 11. Dezember 1929: Ermordung von Gerardus van Galen
- 9. November 1932: Ermordung des Johannes (Jan) Marinus Cornelus van der Pas.
- 9. August 1933: Ermordung des Gerrit de Bie
- 15. oder 16. Mai 1934: Mord an Antonius Verhoeven.[5]

Dazu etliche Mordversuche, bzw. Totschlagsdelikte. Alleine zwischen 1923 und 1934 gab es in Oss 24 Taten gegen das Leben.

## Verurteilte Bandenmitglieder
| Name                                                                 | Geboren                                               | Taten | Längste Haftstrafe |
| -------------------------------------------------------------------- | ----------------------------------------------------- | --- | ------------------ |
| Martinus van Berkom Aliasnamen: De Baron                             | 16. November 1846 in Oss                              | Nach Aussage Gijsbertus van Gelder war Van Berkom der Mörder des Beamten Geerard Hoekman.                                                  |                    |
| Jacobus Johannes van Berne Aliasnamen: Toon Sossen, Koosje           | 14. August 1900 in Oss                                | Mord an Gerardus van Galen |                    |
| Antonia Francisca de Bie Alias: Ciske                                | 10. Mai 1900 in Oss                                   | Brandstiftung | 3 Jahre            |
| Jacobus de Bie Aliasnamen: Koosje                                    | 26. Juli 1902 in Oss                                  | Einbrüche und Diebstahl |                    |
| Petrus Johannes de Bie Aliasnamen: Peer                              | 6. Oktober 1893 in Oss                                | Einbrüche und Raubüberfälle | 17,5 Jahre         |
| Petrus Wilhelmus de Bie Aliasnamen: Piet                             | 11. März 1915 in Oss                                  | Mord an Gerrit de Bie und einige Überfälle                                                                                                 | 18 Jahre           |
| Wilhelmus Martinus de Bie Aliasnamen: Wimke                          | 9. April 1918 in Oss                                  | Mord an Antonius Verhoeven und schwere Misshandlung von Petrus Verhoeven.                                                                  | 7,5 Jahre          |
| Johannes Petrus Ceelen Aliasnamen: De Ceel, Jan                      | 19. April 1912 in Oss                                 | Mord an Johannes Marinus Cornelus van der Pas.                                                                                             | 18 Jahre           |
| Hendrikus Cornelus van Galen Aliasnamen: Cornelius van Nispen        | 22. September 1910 in Oss                             | Einbrüche und Raubüberfälle | 6 Jahre            |
| Jacobus Johannes van Galen Aliasnamen: Koosje, Jacobus van Nispen    | 21. August 1899 in Oss                                | Verurteilt für 68 Delikte | 1,5 Jahre          |
| Petrus Johannes van Galen Aliasnamen: Piet, Leo van Nispen           | 7. September 1902 in Oss                              | Einbrüche | 3 Jahre            |
| Johannes Cornelus van Geenen Aliasnamen: Gerrit Hooij                | 3. Juni 1898 in Oss                                   | Einbrüche |                    |
| Nicolaas Johannes van Geenen Aliasnamen: Willem Hooij, Klaasje       | 4. November 1888 in Oss                               | Brandstiftung |                    |
| Petrus van Geenen Aliasnamen: Puck Hooij, dʼn Blauwe                 | 4. September 1895 in Oss                              | |                    |
| Gijsbertus van Gelder Aliasnamen: Gijp van Gelder                    | 20. Mai 1863 in Dieden, ein heutiger Ortsteil von Oss | Mord an Geerard Hoekman. (Verurteilt zu lebenslanger Haft, aber 1923 begnadigt) Zweifacher Mordversuch am Betriebsleiter De Bruyn.         | Lebenslänglich     |
| Leonardus Antonius van den Heuvel Aliasnamen: Den Brus, Linnard      | 1892 zu Heesch, Nederland                             | Einbrüche und Raubüberfälle | 14 Jahre           |
| Franciscus Johannes van Orsouw Aliasnamen: Den Olie, De Rotterdammer | 30. September 1910 in Oss                             | Mord an Antonius Verhoeven und schwere Misshandlung von Petrus Verhoeven. Anschließender versuchter Totschlag an Petrus Antonius van Buul. | 10 Jahre           |
| Hendrikus Adrianus van de Putten Aliasnamen: De Rut                  | 18. Mai 1912 in Oss                                   | Mord an Antonius Verhoeven und schwere Misshandlung von Petrus Verhoeven.                                                                  |                    |
| Johannes Adrianus van Schaijk Aliasnamen: Mennepop, De Schaai        | 28. September 1905 in Duisburg, Deutschland           | Einbrüche und Raubüberfälle |                    |
| Petrus Antonius Schuurmans Aliasnamen: Vestdik                       | 20. Mai 1916 in Oss                                   | Einbrüche und Raubüberfälle |                    |
| Lambertus Vos Aliasnamen: Noest, de Seip                             | 5. März 1900 in Oss                                   | Einbrüche und Raubüberfälle |                    |
| Johanna Maria Vossenberg Aliasnamen: Hanneke van Martekus            | 1. Juni 1889 in Oss                                   | Beihilfe und Anstiftung zu Raubüberfällen und Einbrüchen                                                                                   | 3,5 Jahre          |
| Franciscus Nicolaas van de Wetering Aliasnamen: Frans de Brommert    | 25. April 1910 in Oss                                 | Einbrüche und Raubüberfälle |                    |
| Antonius Johannes van der Wielen Aliasnamen: Slappe Toon de Soep     | 1913 in Oss                                           | Einbrüche und Raubüberfälle |                    |

## Spielfilm
- Am 21. September 2011 wurde der Spielfilm De Bende van Oss von André van Duren auf dem Nederlands Filmfestival vorgestellt. Es handelt sich um ein fiktives Emanzipationsdrama, mit dem Osser Bandenunwesen als Hintergrund. In Deutschland als The Gang – Auge um Auge am 24. September 2015 auf DVD veröffentlicht.[6]